# Naissance en 861
Naissance
- 857
- 858
- 859
- 860
- 861
- 862
- 863
- 864
- 865

Cette page dresse une liste de personnalités nées au cours de  l'année 861 :
- 1er novembre : Abdullah ibn al-Mu'tazz, prince arabe mais est surtout connu comme un critique littéraire et poète arabe de premier plan, auteur du Kitab al-Badi.

- Abou Bakr al-Chibli, mystique musulman.
- Raymond II de Toulouse, comte de Toulouse, comte d'Albi, marquis de Gothie.

## Crédit d'auteurs
- Cet article est partiellement ou en totalité issu de l'article intitulé « 861 » (voir la liste des auteurs).